# Home Power

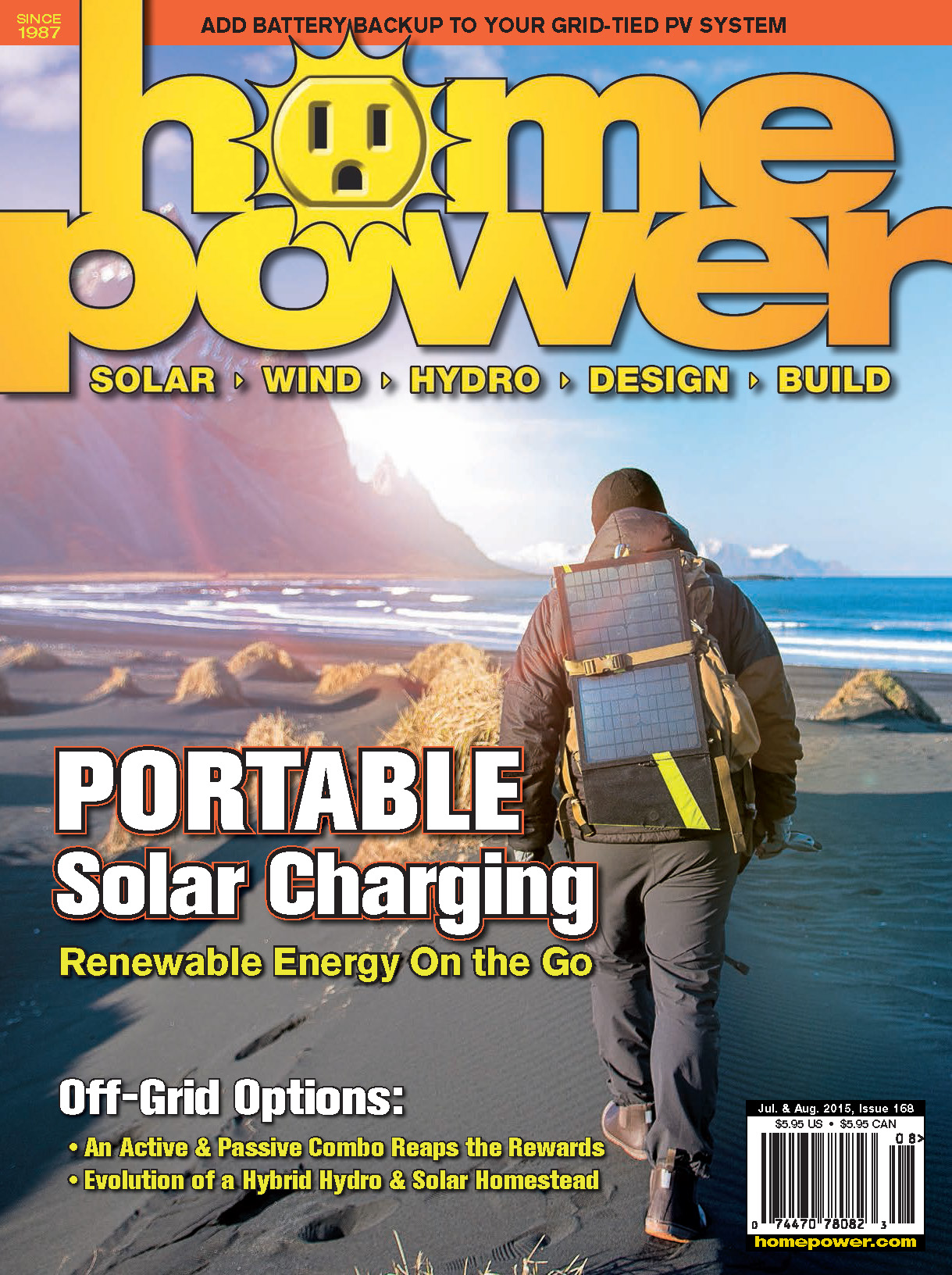
Portada de Home Power de 2015

Home Power (Electricidad Doméstica) es una revista bimestral estadounidense. Se basa en Ashland, Oregón. La circulación es mayor que 100.000.
Publicada desde 1987, Home Power ha promovido el objetivo de reducir el uso de combustibles fósiles para la generación de electricidad mediante la sustitución de la capacidad de generación con combustibles fósiles disponibles actualmente por electricidad renovable. Se cubren sistemas de información de energía solar, eólica e hidráulica a un nivel de propieario doméstico hágalo-usted-mismo, con el asesoramiento de expertos y ejemplos. Home Power también promueve y presenta información sobre las prácticas de construcción y diseño de eficiencia energética. Se ofrece información sobre Vehículos eléctricos y su integración con sistemas de electricidad renovable y paneles solares.

## Iniciativas recientes
Para llenar la creciente necesidad de información fiable de energía renovable para profesionales, Home Power también ha salido con una revista de libre comercio: SolarPRO.